# Rio Paroeira

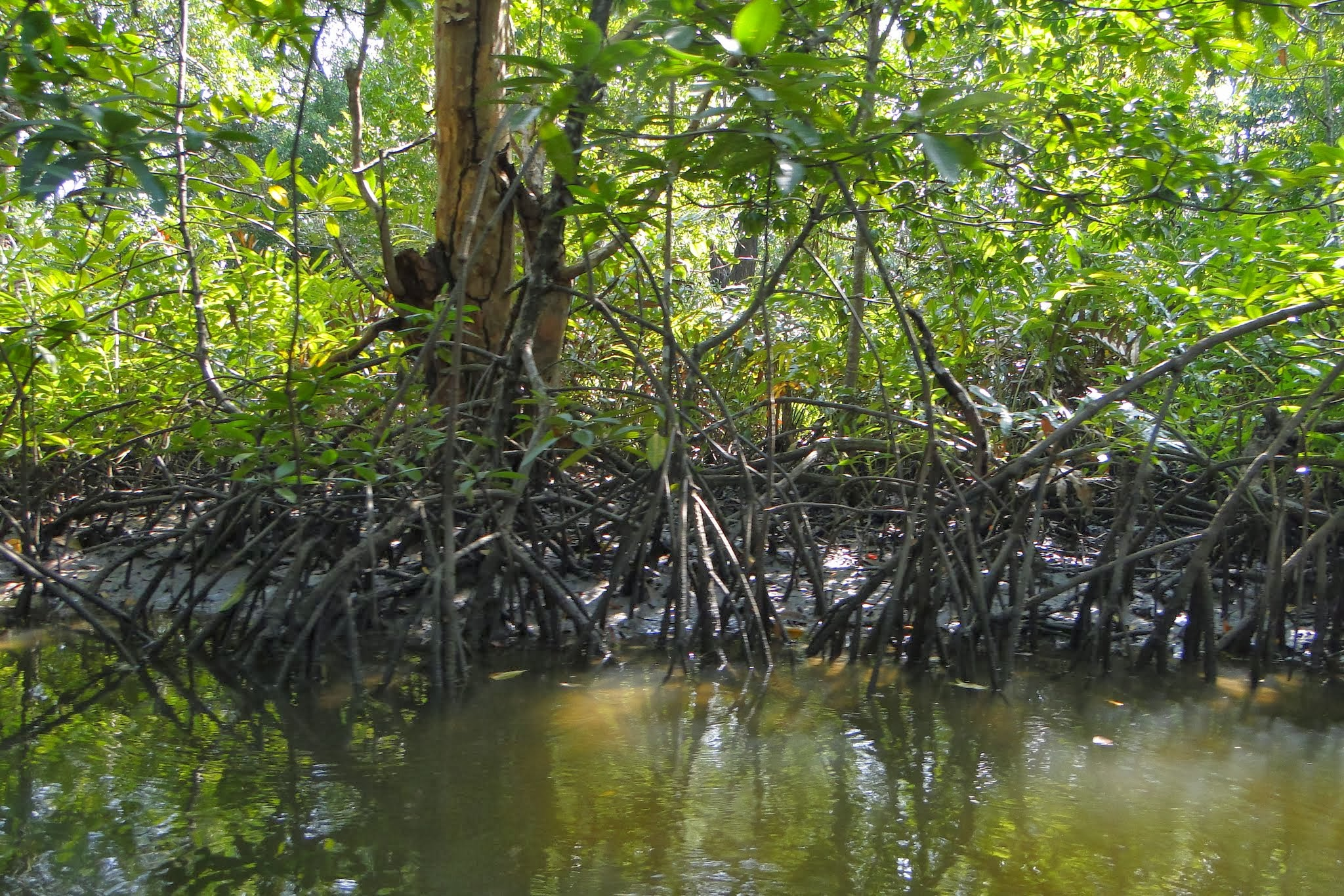
O manguezal do Paroeira está sob constante ameaça da tensão urbana no perímetro urbano de Bayeux

O rio Paroeira é um dos canais do estuário do baixo rio Paraíba no município de Bayeux, estado brasileiro da Paraíba. Paroeira é corruptela do tupi Paraigoera, que na grafia arcaizante era escrito Parueira.

## História
Antes da conquista da Paraíba, toda região estuarina e a costa centro–norte paraibana faziam parte do território de caça e coleta dos índios Potiguaras e Tabajaras.
No IV Congresso de História Nacional, de 1950, houve a seguinte menção ao rio:
Toda essa região [da capital paraibana] é densamente povoada. Entre o Jaraguá e o Paraíba ficam Paraigoera (Parueira), Buraco de Santo′Iago, rio da Garça, Iabiru (Jaburu), e rio do Portinho. Não encontrei o Sanhauá, talvez confundido com o rio das Marés.

## Características
Dos vários canais naturais do rio Paraíba na região estuarina, o Paroeira é um dos principais. Atualmente, é no Paroeira que o rio Preto deságua.
Caudaloso, o Paroeira é composto de águas salobras de manguezal, responsáveis pelo sustento de várias famílias ribeirinhas, por ser fonte de peixes e várias espécies de crustáceos (caranguejos, camarões etc.). Tanto ele como os canais da região estuarina têm suas margens parcialmente cobertas de florestas de manguezal, o que sugere um potencial turístico (ecoturismo) ainda inexplorado, embora o desmatamento e a poluição por lixo doméstico e industrial tenham tomado proporções preocupantes, principalmente na área urbana bayeuxense. 
Na margem direita do Paroeira há várias ocupações irregulares em áreas de margens, teoricamente protegidas pela legislação. Mais da metade de todos os esgotos da maior parte da área urbana dessa área é jogada direto no rio.